# Santo Niño (Cotabato del Sur)
Santo Niño es un municipio filipino de tercera categoría, situado al sur de la isla de Mindanao. Forma parte de la provincia de Cotabato del Sur situada en la Región Administrativa de Soccsksargen también denominada Región XII. 
Para las elecciones está encuadrado en el Segundo Distrito Electoral de esta provincia.

## Geografía
Situada en el fértil Valle de Alá ( Allah Valley) es el municipio de menor extensión superficial de la provincia, en la carretera de Insulán, entre  Surala al sur y   Norala al norte.

### Barrios
El municipio de Santo Niño se divide, a los efectos administrativos, en 10 barangayes o barrios, conforme a la siguiente relación:
| - Ambalgán - Guinsang-án | - Katipunán - Manuel Roxas | - Nueva Panay - Población | - San Isidro - San Vicente | - Teresita - Sajaneba |  |

## Historia

### Influencia española

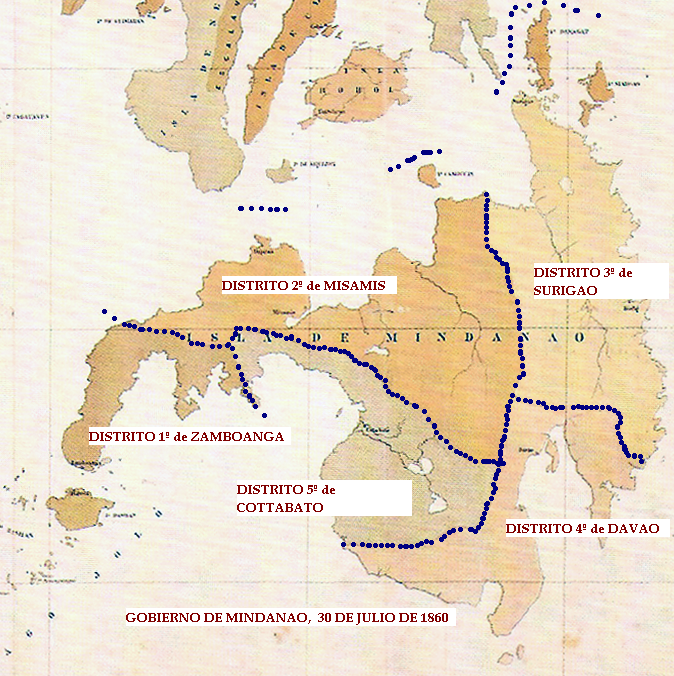
Gobierno de Mindanao: Los 5 Distritos creados por Real Decreto de 30 de julio de 1860.

El Distrito 4º de Dávao, llamado antes Nueva Guipúzcoa, cuya capital era el pueblo de Dávao e incluía la  Comandancia de Mati,   formaba  parte del Imperio español en Asia y Oceanía (1520-1898).

### Ocupación estadounidense
A principios de 1936, el último presidente de la Mancomunidad  Filipina, Manuel L. Quezon, prevé el desarrollo de Koronadal y del Valle de Alá que en ese momento comprende la totalidad de la provincia de Cotabato.
Para conseguir este propósito crea la Administración Nacional de Colonización (NLSA) gerenciada por el general  Paulino Santos.
El  Barrio Trece (13) del Distrito de  Norala recibe el nombre de su santo patrón el Santo Niño de Cebú.

### Independencia
El 18 de julio de 1966 el presidente Ferdinand E. Marcos suscribe la ley Republic Act No. 4849 por la que los municipios de Norala, Surala, Banga, Tantangán, Koronadal, Tupi, Polomolok, Kiamba, Maitum, Maasim, Tampacán y Glan, así como la ciudad del Rajah Buayan, hoy General Santos, quedan segregadas de la provincia de Cotabato para formar una nueva denominada provincia de Cotabato del Sur siendo su capital el municipio de  Koronadal. La actual provincia de Cotabato menos el territorio que comprende los municipios antes mencionados continuará a ser conocido como Cotabato.
En 1980 el Consejo Provincial de Cotabato del Sur (Sangguniang Panlalawigan) solicita la creación de este nuevo municipio que fue aprobada el 23 de diciembre de este mismo año y ratificada en plebiscito el 7 de abril de 1981: Los barrios de Santo Niño, Guinsangán, San Vicente, Panay, Manuel Roxas, Katipunán y de San Isidro, hasta ahora pertenecientes al municipio de Norala; así como los barrios de Ambalgán y de Teresita,  hasta ahora pertenecientes al municipio de Banga; pasan a formar el nuevo municipio de Santo Niño estableciéndose el ayuntamiento en el barrio del mismo nombre.